# Khakassia
Cộng hòa Khakassia (tiếng Nga: Респу́блика Хака́сия; tiếng Khakas: Хакасия Республиказы), Khakasiya (Хака́сия), hoặc Cộng hoà Cáp Ca Tư (哈卡斯共和國) là một chủ thể liên bang của Nga nằm ở miền trung nam Siberi.
Abakan là trung tâm hành chính và là thành phố lớn nhất ở Khakassia, với dân số khoảng 160.000.